# حسین حق‌وردی
حسین حق‌وردی (زاده ۱۳۴۹) سیاستمدار اصولگرای ایرانی است که نماینده دوره یازدهم و دوازدهم مجلس شورای اسلامی از حوزه انتخابیه شهریار، قدس و ملارد است. وی همچنین عضو کمیسیون آموزش و تحقیقات مجلس شورای اسلامی، رئیس کمیته آموزش و پرورش مجلس شورای اسلامی و ناظر مجلس شورای اسلامی در شورای عالی آموزش و پرورش می‌باشد. 
وی موفق شد در یازدهمین انتخابات مجلس شورای اسلامی که در تاریخ ۲ اسفند ۱۳۹۸ برگزار شد با کسب ۱۰۸ هزار و ۶۸۱ رأی از مجموع ۲۶۳ هزار و ۶۳۸ رأی از حوزه انتخابیه شهریار و قدس و ملارد از استان تهران انتخاب گردد و به مجلس راه یابد.